# Zoborožec kaferský
Zoborožec kaferský (Bucorvus leadbeateri) je mohutný pták, jeden ze dvou zástupců čeledi Bucorvidae. Vyskytuje se v jižní Africe, kde obývá savany a lesy. Jedná se o největšího představitele řádu zoborožci (Bucerotiformes).

## Popis
Společně s blízce příbuzným zoborožcem havraním je největším žijícím zoborožcem. Dorůstá 90 – 129 cm, váží 2,2 – 6,2 kg a v rozpětí křídel měří 520 – 600 mm; samci jsou přitom značně větší než samice. Je celý černý, má velký zahnutý zobák a bílé konce křídel, které jsou v letu jeho spolehlivou charakteristickou. Obě pohlaví se liší nejen ve velikosti, ale také ve zbarvení. Samec má jasně červeně zbarvenou kůži na hlavě a hrdle, samice má na červeně zbarveném hrdle navíc tmavě modré a mladí ptáci pro změnu žluté zbarvení.

## Výskyt
Zoborožec kaferský se vyskytuje na rozsáhlém území afrického kontinentu v rozmezí od severní Namibie a Angoly až po sever Jihoafrické republiky, Burundi a Keňu. Žije v savanách a na suchých, travnatých otevřených pláních. V Červeném seznamu ohrožených druhů je označen za zranitelný druh a většina jedinců dnes přežívá pod pevnou ochranou v afrických přírodních rezervacích a v národních parcích.

## Chování
Zoborožec kaferský se zdržuje převážně na zemi. Žije v menších, obvykle 5–10členných skupinách vedených jedním dominantním párem. Skupina si hájí území velké přibližně a aktivně z něj vyhánějí zoborožce z jiných skupin. Je všežravý, v jeho potravě však převládá masná strava. Nejčastěji loví především plazy, hlemýždě a hmyz, dokáže však ulovit i mnohem větší živočichy až do velikosti zajíce.
Do stromové dutiny klade 1–3 vejce, na kterých sedí výhradně samice po dobu 37–43 dní. Mláďata jsou na rodičích závislá poměrně dlouhé období a plně se osamostatňují až po 6–12 měsících života.

## Chov v zoo
Zoborožec kaferský je chován přibližně v 90 evropských zoo.
V rámci Česka se jedná o (stav ke konci roku 2017):
- Zoo Dvůr Králové nad Labem
- Zoo Liberec
- Zoo Olomouc – zatím poslední odchov 2021
- Zoo Ostrava – zatím poslední odchov 2020
- Zoo Praha – první evropský odchov 1994
- Zoo Zlín – zatím poslední odchov 2020

Dříve byl zoborožec kaferský chován také v Zoo Plzeň a Zoo Ústí nad Labem.
Na Slovensku je k vidění v Zoo Bojnice a Zoo Košice.

### Chov v Zoo Praha
První jedinci tohoto druhu byli chováni v Zoo Praha již v 50. letech 20. století. Po takřka třicetileté pauze byl chov obnoven v roce 1984. První odchov se podařil až o deset let později. Mládě narozené 20. května bylo odchováno uměle a stalo se vůbec prvním evropským odchovem u tohoto afrického druhu. V roce 1995 se podařil další odchov, tentokrát již přirozený, byť se rodičovský pár mohl spolehnout na pomoc chovatelů. Sameček dostal jméno Vendelín a stal se otcem mnoha dalších mláďat, díky čemuž patří Zoo Praha ke špičce v chovu zoborožců kaferských.
Na Štědrý den roku 2011 se vylíhlo v pořadí již 18. mládě tohoto druhu v Zoo Praha.
Ke konci roku 2018 byl chován pár těchto zvířat.
Zoborožci kaferští byli dříve chováni v místech dnešního Údolí slonů (horní část zoo). V současnosti obývají lagunu v Ptačích mokřadech v dolní části zoo.